# Старак, Феодосий Васильевич
Феодосий Васильевич Старак (укр. Теодозій Васильович Старак; 12 августа 1931 — 1 октября 1999, Львов) — украинский дипломат, первый посол независимой Украины в Польшу. Диссидент.

## Биография
Родился в лемковском селе Междубродье, Санокского повята, Львовского воеводства, Польша. Его отцом был известный деятель Просвиты, Василь Старак. В марте 1945 года, в ходе установления польско-советской границы, был депортирован с семьёй во Львов. В ноябре 1949 года был арестован НКВД, как сын врага народа и участник подпольных кружков в школе. Сослан в Караганду. После 6 лет лагерей и ссылки, во время хрущёвской оттепели, возвращается во Львов.
В 1956—1961 годах студент филологического факультета Львовского университета. Получил диплом по специальности «польская филология». Работал при университете. Принимал участие в движении шестидесятников.
В 1965 году уволен с работы и арестован вместе с известными диссидентами Богданом и Михаилом Горынями, на волне арестов интеллигенции во время процесса Синявского-Даниэля. После освобождения работает сельским учителем в селе Подборцы. В 1969 году получил работу редактора польской редакции издательства Советская школа, где официально проработал до 1990 года. Одновременно редактировал подпольную газету запрещённой в СССР Греко-католической церкви «Віра Батьків» (Вера отцов).
После распада СССР и получения Украиной независимости, стал первым дипломатическим представителем независимого украинского государства в Польской Республике в ранге поверенного в делах. Организовал дипломатическое представительство с нуля, частично за счёт собственных средств. В Польше получил прозвище «Летающий посол», так как не имел даже водителя. После повышения представительства до ранга посольства, до апреля 1998 года, первый советник Посольства Украины в Польше.
После 1991 года много печатался в украинской и польской прессе. В 1998 году, вместе с Левинской, выпустил Польско-украинский словарь. В 1997 году был избран председателем Всемирной федерации украинских лемковских объединений.
Скончался после тяжёлой болезни 1 октября 1999 года. Похоронен в квартале репрессированных и политических узников Лычаковского кладбища.
По представлению Польско-Украинского экономического общества, 8 марта 2001 года, Феодосий Старак был награждён посмертно Командорским крестом ордена За заслуги Польской Республики. Орден вдове дипломата, украинской поэтессе Любови Горбенко, вручили 19 марта 2002 года во Львовской Ратуше, консулы Польши Анджей Росиньский и Збигнев Мисяк.